# Ivan Granec
Ivan Granec (Zagabria, 8 settembre 1895 – Zagabria, 9 gennaio 1923) è stato un calciatore croato, di ruolo attaccante.